# 大西洋裸頰鯛
大西洋裸頰鯛，又稱大西洋龍占，為輻鰭魚綱鱸形目鱸亞目龍占魚科的其中一種，分布於中東大西洋區，從塞內加爾至加彭海域，棲息深度可達50公尺，本魚整體顏色為橄欖綠色或棕色和粉紅色，眼睛下有網紋，背鰭硬棘10枚，背鰭軟條9枚，臀鰭硬棘3枚，臀鰭軟條8枚，體長可達50公分，棲息在沿海淺水域，屬肉食性，以無脊椎動物為食，可作為食用魚。

## 擴展閱讀
1. ↑  Carpenter, K.E.; Camara, K.; Sylla, M.;  et al. . The IUCN Red List of Threatened Species. 2015: e.T16719890A16722425  [6 December 2023]. doi:10.2305/IUCN.UK.2015-4.RLTS.T16719890A16722425.en .

 維基物種上的相關：大西洋裸頰鯛